# Viorica Susanu
Viorica Susanu, född den 29 oktober 1975 i Galaţi i Rumänien, är en rumänsk roddare.
Hon tog OS-brons i åtta med styrman i samband med de olympiska roddtävlingarna 2008 i Peking.